# Simon Piesinger
Simon Piesinger (Linz, Austria, 13 de mayo de 1992) es un futbolista austríaco que juega de defensa en el Wolfsberger AC de la Bundesliga austríaca.

## Trayectoria
Comenzó su carrera profesional en el LASK jugando en la Austrian Regional League. Después, se trasladó al FC Blau-Weiß Linz para jugar en la 2. Liga. En el verano de 2012 fue traspasado al Bundesliga austríaca, el FC Wacker Innsbruck. El 10 de julio de 2014 fichó por el SK Sturm Graz. En junio de 2019 firmó un contrato de dos años con el club danés Randers FC.

## Selección nacional
Debutó con la selección de Austria sub-21 en 2012.

## Estadísticas

### Clubes
Actualizado al último partido disputado el 3 de noviembre de 2024.
| Club                          | Div.          | Temporada     | Liga  | Liga  | Copas nacionales | Copas nacionales | Copas internacionales | Copas internacionales | Total | Total |
| Club                          | Div.          | Temporada     | Part. | Goles | Part.            | Goles            | Part.                 | Goles                 | Part. | Goles |
| ----------------------------- | ------------- | ------------- | ----- | ----- | ---------------- | ---------------- | --------------------- | --------------------- | ----- | ----- |
| FC Blau-Weiß Linz · Austria   | 2.ª           | 2011-12       | 28    | 0     | 3                | 0                | —                     | —                     | 31    | 0     |
| FC Blau-Weiß Linz · Austria   | Total club    | Total club    | 28    | 0     | 3                | 0                | 0                     | 0                     | 31    | 0     |
| FC Wacker Innsbruck · Austria | 1.ª           | 2012-13       | 29    | 1     | 3                | 0                | —                     | —                     | 32    | 1     |
| FC Wacker Innsbruck · Austria | 1.ª           | 2013-14       | 14    | 0     | 1                | 0                | —                     | —                     | 15    | 0     |
| FC Wacker Innsbruck · Austria | Total club    | Total club    | 43    | 1     | 4                | 0                | 0                     | 0                     | 47    | 1     |
| SK Sturm Graz · Austria       | 1.ª           | 2014-15       | 31    | 9     | 2                | 0                | —                     | —                     | 33    | 9     |
| SK Sturm Graz · Austria       | 1.ª           | 2015-16       | 14    | 1     | 2                | 0                | 1                     | 1                     | 17    | 2     |
| SK Sturm Graz · Austria       | 1.ª           | 2016-17       | 14    | 1     | 0                | 0                | —                     | —                     | 14    | 1     |
| SK Sturm Graz · Austria       | Total club    | Total club    | 59    | 11    | 4                | 0                | 1                     | 1                     | 64    | 12    |
| SC Rheindorf Altach · Austria | 1.ª           | 2017-18       | 14    | 0     | 2                | 0                | 7                     | 0                     | 23    | 0     |
| SC Rheindorf Altach · Austria | 1.ª           | 2018-19       | 20    | 2     | 2                | 0                | —                     | —                     | 22    | 2     |
| SC Rheindorf Altach · Austria | Total club    | Total club    | 34    | 2     | 4                | 0                | 7                     | 0                     | 45    | 2     |
| Randers FC Dinamarca          | 1.ª           | 2019-20       | 28    | 2     | 2                | 0                | —                     | —                     | 30    | 2     |
| Randers FC Dinamarca          | 1.ª           | 2020-21       | 25    | 1     | 6                | 1                | —                     | —                     | 31    | 2     |
| Randers FC Dinamarca          | 1.ª           | 2021-22       | 31    | 1     | 3                | 0                | 10                    | 2                     | 44    | 3     |
| Randers FC Dinamarca          | Total club    | Total club    | 84    | 4     | 11               | 1                | 10                    | 2                     | 105   | 7     |
| Wolfsberger AC · Austria      | 1.ª           | 2022-23       | 26    | 1     | 3                | 0                | 4                     | 0                     | 33    | 1     |
| Wolfsberger AC · Austria      | 1.ª           | 2023-24       | 24    | 2     | 3                | 0                | ―                     | ―                     | 27    | 2     |
| Wolfsberger AC · Austria      | 1.ª           | 2024-25       | 12    | 2     | 3                | 0                | ―                     | ―                     | 15    | 2     |
| Wolfsberger AC · Austria      | Total club    | Total club    | 62    | 5     | 9                | 0                | 4                     | 0                     | 75    | 5     |
| Total carrera                 | Total carrera | Total carrera | 309   | 23    | 35               | 1                | 22                    | 3                     | 366   | 27    |

## Palmarés

### Títulos nacionales
| Título            | Club           | País      | Año  |
| ----------------- | -------------- | --------- | ---- |
| Copa de Dinamarca | Randers FC     | Dinamarca | 2021 |
| Copa de Austria   | Wolfsberger AC | Austria   | 2025 |